# 六家七宗
六家七宗是中国东晋时期佛教般若学传入中国之后与当时盛行的玄学相结合所产生的不同哲学宗教学术流派以及他们的思想。
东晋时的僧叡最早提出“六家”之说，他的《喻疑》在回顾佛教传入以后讲说，“昔汉室中兴，孝明之世，……当是像法之初。自尔以来，西域名人，安侯之徒，相继而至。大化文言渐得渊照边俗，陶其鄙俗。汉末魏初，广陵、彭城二相出家，并能任持大照，寻味之贤，始有讲次。而恢之以格义，迂之以配说。”
刘宋昙济最早提出了六家分为七宗的说法。曇濟的《六家七宗論》久佚，惟梁代寶唱法師的《續法論》中曾引用。“六家”之說已经无从考证，而“七宗”一般指本无宗、本无异宗、即色宗、心无义、含识宗、幻化宗、以及缘会宗，其代表人物分别是道安的“本无宗”，竺法深和竺法汰的“本无异宗”，支遁的色宗，支愍度、竺法蕴和道恒的“心无义”，于法开的“含识宗”，道壹的“幻化宗”，于道邃的“缘会宗”等。
“六家七宗”中最有影响的，正是以道安为首的本无学派。吉藏《中观论疏》记道安的本无义为：“无在万化之前，空为众形之始。夫人之所滞，滞在未（末）有，若诧（宅）心本无，则异想便息。……详此意，安公明本无者，一切诸法，本性空寂，故云本无。”
六家七宗之說實乃般若經初傳中土，限於對印度文化理解的方式，中國的佛教徒結合老莊思想，對般若部諸經所講的“空”義產生不同理解。僧肇深感六家七宗对“有无”的理解有悖于佛教的中观思想，作《肇论》以批判六家七宗中的本无、即色和心无三家。汤用彤认为六家七宗就其基本观点，可分为三家。《肇论》破三家，正是对六家七宗主要观点的全面批判。